# María de la Salud
María de la Salud (catalansk: Maria de la Salut) er en by og kommune i det østlige Spanien på øen Mallorca i provinsen De Baleariske Øer. Den har et indbyggertal på 2.397 (2024) indbyggere.